# Dorylaimia
Dorylaimia zijn een onderklasse van rondwormen (Nematoda).

## Taxonomie
De volgende ordes worden bij de klasse ingedeeld:
- Dioctophymatida Baylis & Daubney, 1926
- Dorylaimida Pearse, 1942
- Isolaimida Cobb, 1920
- Marimermithida Rubtzov, 1980, emend. Tchesunov, 1995
- Mermithida Hyman, 1951
- Mononchida Jairajpuri, 1969
- Muspiceida Bain & Chabaud, 1959
- Trichinellida Trichinellida Hall, 1916